# 佐藤あや
佐藤 あや（さとう あや、1990年8月8日 - ）は、宮城県出身の女性タレント。身長165cm。所属事務所はニュートラルマネジメント （NMT inc.）。

## 来歴
小学校入学前から地元で芸能活動を始め、以前は仙台SOSモデルエージェンシー（当時）に所属していた。その上で東京の芸能事務所にも籍を置いていたこともある（「ルージュ」社→「アイル」社）。仙台SOS時代の事務所の同僚にのちに2017年までTBSアナウンサーとして活動した佐藤渚、系列局で新潟放送アナウンサーの新海史子（東北学院大学出身）らがいる。
2012年から活動拠点を東京に移し、その後現在の事務所に完全移籍。芸名を本名でもある「佐藤亜耶」（読み方同じ）から「佐藤あや」に改名。
また、前述の渚と同じく宮城学院女子大学に在学していた。2013年卒業。

## 人物
- 特技は水泳[1]、一分間スピーチ[1]。
- 大のもんじゃ好き[要出典]。クッキー作りが得意である[要出典]。
- ファーファキャラクターが好きでコレクションも相当ある[要出典]。

## 出演

### TV
- あらあらかしこ（宮城）
- 「よっ!日本一」アンビリーバブルの旅（全国）
- ロンドンハーツ（全国）
- いまどき☆mobile TV（宮城）
- モバ☆スタ2.0（宮城）
- 仙台ナビ（宮城）
- NTTドコモ VP（東北6県）

### CM
- 東京インテリア（宮城・山形・岩手・新潟・石川・長野）
- アエラホーム（関東・甲信越）
- 大和ハウス（福島）
- 東北電力（東北6県）
- 福島ゼロックス（福島）
- 第一高等学校（関東地区を除く全国）
- ムラサキスポーツ（宮城・福島・山形・岩手・秋田）
- 東芝（東北6県）
- スパリゾートハワイアンズ（関東・福島・仙台）
- ミサワホーム（宮城）
- 長岡技術科学大学（新潟）
- HONDA（東北6県）
- モリタカバン（東日本）
- 河合塾（全国）

### 雑誌
- Cawaii（全国）
- ラブベリー（全国）
- グラフィック社（全国）
- ファンランド「ランナーズ」表紙（全国）

## ディスコグラフィ
Doll's Vox（ドールズボックス）は、THE ALFEEの高見沢俊彦が2005年にサウンド・プロデュースを手掛けた、総勢25人のジュニアアイドルユニットである。
- 「夢見るオモチャ箱～恋するdancing Doll」（UPCH-5327）CD+DVDの2枚組

作詞・作曲：高見沢俊彦、　編曲：高見沢俊彦／本田優一郎
ユニバーサルジャパンから、2005年8月10日にリリース。

### その他
- 河合塾（全国）
- S-PAL（宮城・山形・福島）
- ENDS（宮城・福島・山形・岩手・秋田）